# Casa do Barão de Diamantina
A Casa do Barão de Diamantina é uma edificação da cidade do Serro, Minas Gerais, que foi erguida na segunda metade século XIX, para residência de Francisco José de Vasconcellos Lessa, bacharel agraciado com o título de Barão de Diamantina. O sobrado, construído por madeira e taipa, passou por várias obras de restauração e recebeu reforço de tijolos. Atualmente, no local, funciona a Escola Estadual Ministro Edmundo Lins.
Em 2003, a prefeitura de Serro tombou o imóvel para fins de proteção de patrimônio histórico, cultural e arquitetônico. Após tombamento em nível municipal, o imóvel foi tombado pelo governo estadual em 2008, dando mais garantia à proteção do patrimônio cultural.